# Elias Schrenk

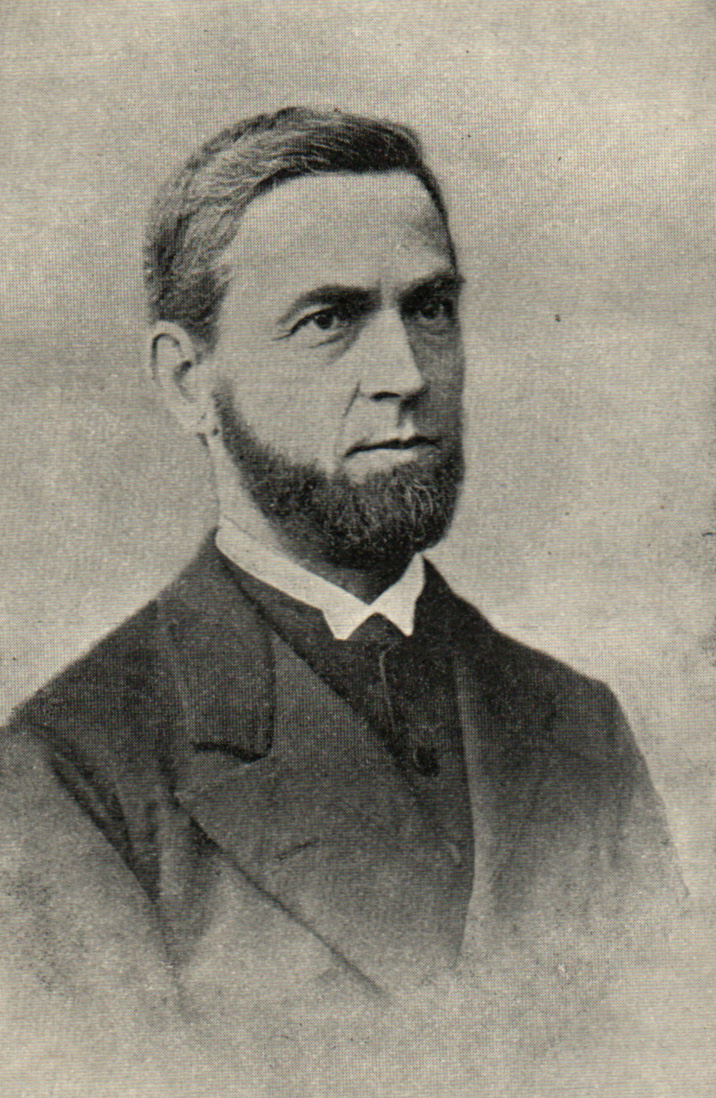
Elias Schrenk

Elias Schrenk (* 19. September 1831 in Hausen ob Verena bei Tuttlingen; † 21. Oktober 1913 in Gadderbaum-Bethel, heute Bielefeld) war ein schwäbischer Kaufmann, evangelischer Missionar und Erweckungsprediger des Pietismus, der Heiligungsbewegung und der deutschen Gemeinschaftsbewegung.

## Leben und Wirken
Schrenk war eines von drei Kindern eines Schneiders, Händlers und Bauern. 1847 als junger Mann machte Elias Schrenk eine Ausbildung als Kaufmann in Tuttlingen und kam so in die Fremde. Frühzeitig kam er mit gläubigen Menschen in Berührung. Vor allem beeindruckte ihn sein pietistischer und sozialer Arbeitgeber und Unternehmer Carl Mez in Freiburg, zu dem er 1853 kam. In dieser Phase kam er selbst zu einem lebendigen Glauben. 1854 besuchte er das Missionsseminar der Basler Mission, wo er von den Lehrern Wolfgang Friedrich Geß, Theodor Haug und dem Missionsinspektor Joseph Friedrich Josenhans geprägt wurde. 1858 ist er nach seinen eigenen Angaben in seiner Autobiographie von Dorothea Trudel durch Handauflegung von einem nervösen Leiden geheilt worden.
Elias Schrenk war von 1859 bis 1872 als Missionar der Basler Mission an der Goldküste in Westafrika – zeitweise in verantwortlicher Stellung – tätig. 1865 bis 1866 verbrachte er zur Erholung im appenzellischen Heiden, wo er nebenbei auch als Kurpastor tätig wurde. Seit 1866 war er mit der Schweizer Pfarrerstochter Berta Tappolet verheiratet. Aus gesundheitlichen Gründen musste er aus Afrika heimkehren, und er war 1873 bis 1874 Kurprediger in Davos, danach kurz in England, wo er die Evangelisten Dwight Lyman Moody und Ira Sankey kennenlernte.
Ab 1875 wurde Schrenk Reiseprediger der Basler Mission in Hessen und Thüringen mit Wohnsitz in Frankfurt am Main, zudem war er für die dortige Missionskasse und Redaktion des Starkenburger Missionsblattes zuständig. Carl Heinrich Rappard und Otto Stockmayer, die ebenfalls zur Heiligungsbewegung gehörten, wurden damals seine lebenslangen Freunde. Er besuchte auch die Gründer der Heilsarmee William und Catherine Booth in London, von derer Arbeit er tief beeindruckt war, aber ihre angewendeten Evangelisationsmethoden waren ihm dann doch zu plakativ.
1879 bis 1886 war er Prediger für die Evangelische Gesellschaft des Kantons Bern in der Schweiz. Dabei konnte er eine große Zuhörerschaft von mehreren hundert Personen gewinnen, so dass die evangelisch-reformierte Stadtberner Nydeggkirche für den Sonntagabendgottesdienst gebraucht werden musste. Wie es in der damaligen Heiligungsbewegung üblich war, hielt er auch Bibelstunden und erweckliche Versammlungen im Umfeld von Bern ab und predigte auch in Tanzsälen und Turnhallen, um die Menschen zur Umkehr zu Gott zu rufen. Die Evangelische Gesellschaft erlebte auch durch ihn großes Wachstum und eine Blütezeit. In dieser Zeit wurde er das geistliche Vorbild für Franz Eugen Schlachter, der in Bern sein Mitarbeiter war.
Er war ein ernsthafter, überzeugender Erweckungsprediger, der versuchsweise ab 1884 und definitiv von 1886 bis zu seinem Tod 1913 in Deutschland als freier Evangelist arbeitete. 1893 sprachen Hudson Taylor, Eduard Graf von Pückler und Schrenk an einer großen christlichen Studentenkonferenz in Frankfurt am Main. Einer der Teilnehmer war der spätere Tübinger Theologieprofessor Karl Heim, der nach einer Predigt Schrenks ein persönliches Gespräch mit ihm hatte, das er als befreiend empfand. Dabei kapitulierte Heim bedingungslos vor Gott, erlebte einen radikalen Neuanfang, der für ihn ein schöpferischer Neubeginn seines Lebens sein sollte.
1888 nahm er an der ersten Pfingstkonferenz im thüringischen Gnadau teil, woraus 1897 der Evangelische Gnadauer Gemeinschaftsverband entstand. Schrenk war einer der damaligen Redner, dabei stellte er der Versammlung seine mehrstufige Evangelisationsmethode vor. Er war Hauptreferat bei der 14. Gnadauer Pfingstkonferenz in Wernigerode, als es vor allem um die Abwehr gegen die Pfingstbewegung ging. Schrenk war 1909 einer der Unterzeichner der sogenannten Berliner Erklärung, in der sich die deutsche Gemeinschaftsbewegung von der neu aufkommenden Pfingstbewegung abgrenzte, obwohl Schrenk an sich und in seinem Dienst auch Heilungserfahrungen gemacht hatte.

## Dienst als Evangelist und Seelsorger
Im deutschsprachigen Raum galt Schrenk als Vater der klassischen Evangelisation, die er in ähnlicher Weise wie Dwight Lyman Moody durchführte. Die durch persönliche Glaubenserfahrungen und Gebet geprägte Predigt sollte bei den Zuhörern zu Sündenerkenntnis, Buße, Bekehrung, Glauben an Jesus Christus und auch zur Heilsgewissheit führen. Er beachtete aber auch die sogenannte vorlaufende Gnade und das unterschiedliche Glaubensverständnis seiner Zuhörerschaft. Er bot auch seelsorgerliche Nachbetreuung und biblische Unterweisung der Neubekehrten an.
Teilweise konnte er nur gegen starken Widerstand der Bevölkerung arbeiten und predigen. Es kam vor, dass er mit Jauche übergossen wurde oder dass auf den Versammlungssaal, in dem er predigte, geschossen wurde. Auch wurde er von Männern in Frauenkleidern, die mit Knüppeln bewaffnet waren, überfallen. Trotz allem Widerstand verkündigte er aber das Evangelium mit großer Überzeugung. Obwohl er zeitweise stark zur freikirchlichen Linie tendierte, näherte er sich nach seiner Zeit in Bern wieder stärker dem kirchlich-pietistischen Bereich.

## Familie
Elias Schrenk war ab 1866 mit Berta Tappolet, einer Tochter des Pfarrers Johann Rudolf in Ottenbach, verheiratet.
Sein Sohn Gottlob Schrenk (1879–1965) wurde später Hochschullehrer für neutestamentliche Exegese an der Universität Zürich.

## Gedenken
- 21. Oktober im Evangelischen Namenkalender.[12]
- 1974 wurde in Tuttlingen ein Altenpflegeheim mit dem Namen Elias-Schrenk-Haus eröffnet.[13]

## Schriften (Auswahl)
- Pilgerleben und Pilgerarbeit, Verlag Ernst Röttger, Kassel, 1905 (Autobiographie).
- Seelsorgerliche Briefe, 3 Teile, 1909 bis 1911.
- Jungfrauenleben im Lichte des Evangeliums, Verlag der Missionsbuchhandlung, 1920.
- Ein Leben im Kampf um Gott, R. Brockhaus, Wuppertal 1962.
- Suchet in der Schrift – Tägliche Betrachtungen für das ganze Jahr, viele Auflagen: Verlag der Liebenzeller Mission, Bad Liebenzell 2000, ISBN 978-3-8800-2716-9 und Missionsverlag der Evangelisch-Lutherischen Gebetsgemeinschaften 2016, ISBN 978-3-9296-0259-3.
- Wen dürstet, der komme – Zwölf Reden..., Nabu Press, 2012, ISBN 978-1-2788-3044-5.